# Halima El Abassi
Halima El Abassi (født 9. april 1978 i Hedehusene) er en dansk socialrådgiver, forsker, debattør og socialdemokratisk folketingskandidat med dansk-marokkansk baggrund. Hun er især kendt for sit oplysningsarbejde indenfor områderne æresrelaterede konflikter og social kontrol. Siden 2018 har hun været forkvinde for Rådet for Etniske Minoriteter.

## Baggrund
Halima El Abassis forældre er indvandret til Danmark fra Marokko. Hun blev født i Hedehusene i 1978 og voksede op i Roskilde. Hun blev gift som 15-årig og fik i alt tre børn. Som 21-årig vendte hun tilbage til uddannelsessystemet og blev fem år senere i 2003 færdiguddannet som socialrådgiver fra Professionshøjskolen Metropol. Hendes ægteskab begyndte at halte, og som 28-årig flyttede hun fra sin mand. Det førte til et brud med hendes familie, og hun flygtede senere fra sin bopæl og kontaktede politiet, fordi hun følte sig truet af en af sine brødre. Historien om hendes flugt endte på forsiden af Politiken og vakte politisk opsigt. I de følgende år boede hun på 18 forskellige adresser med sine tre børn, og på et tidspunkt blev hun så påvirket af situationen, at hun lod sig indlægge på Bispebjerg Hospitals psykiatriske afdeling. Da hun lod sig udskrive fra hospitalet igen, begyndte hun at studere på universitetet. I 2013 blev hun cand.soc. fra Aalborg Universitet. Siden har hun været ansat ved Høgskolen i Oslo og Akershus (i 2018 omdøbt til Oslomet), hvor hun forsker i æresrelaterede konflikter og social kontrol. Hun er medejer af virksomheden FRISK, der yder konsulentbistand indenfor samme område.

## Offentligt virke
Halima El Abassi har deltaget i mange radio- og tv-programmer samt skrevet mange artikler og debatindlæg, ofte om æresrelaterede konflikter og andre forhold, der er relateret til indvandrerkredse. I 2007 deltog hun i DR2's talkshow "Oraklerne" som en ud af syv yngre, veluddannede muslimske kvinder, der i seks udsendelser diskuterede dilemmaer som abort, homoseksualitet og parforhold.
Hun har været frivillig i en række organisationer, blandt andet som bestyrelsesmedlem i den socialpolitiske forening i FAKTI – Værested for Etniske Minoritetskvinder, i den norske forening "LIM – Likestilling, Mangfold og Integrering". Hun har været næstformand for Foreningen for Etnisk Ligestilling og leder af styregruppen for et mentorprojekt for unge kvinder mellem 18-25 år i Ungdommens Røde Kors.
I 2018 udnævnte den daværende udlændinge- og integrationsminister Inger Støjberg El Abassi til forkvinde for Rådet for Etniske Minoriteter for en fireårig periode. I denne egenskab efterfulgte El Abassi Yasar Cakmak.